# تپه شرف الدین
تپه شرف الدین مربوط به  هزاره ۱ (پیش از میلاد)  - دوره اشکانی - دوره ساسانی است و در شهرستان نظرآباد، بخش تنکمان، دهستان تنکمان، ۱۲۰۰ متری جنوب روستای حاجی بیک واقع شده است. این اثر در تاریخ ۸ بهمن ۱۳۸۵ با شمارهٔ ثبت ۱۶۹۷۰ به عنوان یکی از آثار ملی ایران به ثبت رسیده است.